# Рекинська сільська адміністрація
Реки́нська сільська́ адміністра́ція (абх. Река ақыҭа ахадара) — сільська адміністрація в складі Очамчирського району Абхазії. Адміністративний центр адміністрації — село Река.
Сільська адміністрація в часи СРСР існувала як Рекинська сільська рада. 1994 року, після адміністративної реформи в Абхазії, сільська рада була перетворена на сільську адміністрацію та перейменована.
В адміністративному відношенні сільська адміністрація утворена з 3 сіл:
- Джгеріан (Джгеріані)
- Река
- Сачина (Сачино)

| Грузія | Це незавершена стаття з географії Грузії. Ви можете допомогти проєкту, виправивши або дописавши її. |